# Pinebluff
Pinebluff é uma cidade  localizada no estado norte-americano de Carolina do Norte, no Condado de Moore.

## Demografia
Segundo o censo norte-americano de 2000, a sua população era de 1109 habitantes.
Em 2006, foi estimada uma população de 1333, um aumento de 224 (20.2%).

## Geografia
De acordo com o United States Census Bureau tem uma área de
6,3 km², dos quais 6,2 km² cobertos por terra e 0,1 km² cobertos por água. Pinebluff localiza-se a aproximadamente 115 m acima do nível do mar.

## Localidades na vizinhança
O diagrama seguinte representa as localidades num raio de 12 km ao redor de Pinebluff.